# Kapetanica Marvel (2019.)
Kapetanica Marvel (eng. Captain Marvel) je film iz 2019. godine koji su napisali i režirali Anna Boden i Ryan Fleck.
Temelji se na stripovskom liku Marvel Comicsa, Carol Danvers, ovo je dvadeset i prvi film MCU-a.

## Radnja
Vers, članica Kree Starforce-a ima moćne sposobnosti, ali ne sjeća se svoje prošlosti, zarobljena od strane Skrulla, neprijateljske rase koja može mijenjati oblik. Oni pokušavaju iskoristiti njene uspomene da pronađu nešto na Zemlji. Vers uspijeva pobjeći i sletjeti u Los Angeles, gdje upoznaje agenta Nicka Furyja iz S.H.I.E.L.D.-a. Oni zajedno odlaze u vojnu bazu gdje saznaju da je Vers bila pilotkinja koja je radila na eksperimentalnom motoru za putovanje brzinom svjetlosti sa znanstvenicom Dr. Wendy Lawson. Vers prepoznaje Lawson kao ženu iz svojih noćnih mora. Fury shvati da je njegov šef zapravo Talos, vođa Skrulla, i pomaže Vers da pobjegne u zrakoplovu sa Lawsoninom mačkom Goose.
Danvers i Fury odlaze u Louisianu da se sastanu sa Marijom Rambeau, bivšom pilotkinjom i Danversinom prijateljicom. Ona i njena kći Monica otkrivaju Danvers, tko je ona zapravo i kakav je imala život prije nesreće. Talos im se pridružuje i objašnjava da su Skrulli zapravo izbjeglice koje traže novi dom i da je Lawson bila Mar-Vell, pobunjenička Kree znanstvenica koja im je pomagala. Talos pusti snimku iz Lawsoninog zrakoplova koja potakne Danvers da se sjeti što se dogodilo: Yon-Rogg je ubio Mar-Vell da bi spriječio da uništi motor prije nego što ga Kree preuzmu. Danvers je sama uništila motor i upila energiju iz eksplozije, dobivši moći ali pritom izgubivši pamćenje.
Danvers i njeni saveznici odlaze u Lawsonin laboratorij u orbiti Zemlje, gdje su skriveni Skrulli i Tesseract, izvor energije Lawsoninog motora. Danvers je zarobljena od strane Starforce-a i suočava se sa Vrhovnom Inteligencijom. Danvers uspijeva osloboditi svoje moći i pobjeći. Ona se bori protiv Kree-a i Ronana Optužitelja, koji bježe od nje. Danvers pobijedi Yon-Rogga i pošalje ga na Halu sa upozorenjem za Vrhovnu Inteligenciju. Ona potom odlazi pomoći Skrullima da nađu novi dom, ostavljajući Furyju uređaj za hitne slučajeve. Fury započinje inicijativu za pronalaženje heroja poput Danvers, nazivajući je po njenom pilotskom nadimku, “Avenger”. U sceni nakon špice, vidimo kako Danvers dolazi u 2018. godini i traži Furyja. U sceni nakon završetka filma, vidimo kako Goose ispljune Tesseract na Furyjev stol.

Carol Danvers je pilotkinja koja postaje jedna od najmoćnijih heroja u svemiru kada se Zemlja nađe u sredini galaktičkog rata između dvije vanzemaljske rase: Kree i Skrull. Danvers je oteta od strane Kree-a i isprano joj je pamćenje, te postaje članica njihove elitne vojne jedinice Starforce pod zapovjedništvom Yon-Rogga. Nakon što je zarobljena od strane Skrulla, koji pokušavaju iskoristiti njene uspomene da pronađu nešto na Zemlji, Danvers uspijeva pobjeći i sletjeti u Los Angeles, gdje upoznaje agenta Nicka Furyja iz S.H.I.E.L.D.-a. Oni zajedno odlaze u vojnu bazu gdje saznaju da je Danvers bila pilotkinja koja je radila na eksperimentalnom motoru za putovanje brzinom svjetlosti sa znanstvenicom Dr. Wendy Lawson, koja je zapravo bila Mar-Vell, pobunjenička Kree znanstvenica koja je pomagala Skrullima da nađu novi dom. Danvers se sjeti da je Yon-Rogg ubio Mar-Vell i da je ona uništila motor i upila energiju iz eksplozije, dobivši moći ali pritom izgubivši pamćenje. Danvers i njeni saveznici odlaze u Lawsonin laboratorij u orbiti Zemlje, gdje su skriveni Skrulli i Tesseract, izvor energije Lawsoninog motora. Danvers je zarobljena od strane Starforce-a i suočava se sa Supreme Intelligence, vladaricom Kree-a. Danvers uspijeva osloboditi svoje moći i pobjeći. Ona se bori protiv Kree-a i Ronan the Accuser, koji bježe od nje. Danvers pobijedi Yon-Rogga i pošalje ga na Halu sa upozorenjem za Supreme Intelligence. Ona potom odlazi pomoći Skrullima da nađu novi dom, ostavljajući Furyju uređaj za hitne slučajeve. Fury započinje inicijativu za pronalaženje heroja poput Danvers, nazivajući je po njenom pilotskom nadimku, “Avenger”.
U sceni nakon špice, vidimo kako Danvers dolazi u 2018. godinu i traži Furyja. U sceni nakon završetka filma, vidimo kako mačak Goose ispljune Tesseract na Furyjev stol.

## Glumačka postava
- Brie Larson kao Carol Danvers / Vers / Kapetanica Marvel
- Samuel L. Jackson kao Nick Fury
- Ben Mendelsohn kao Talos i Keller
- Djimon Hounsou kao Korath
- Lee Pace kao Ronan the Accuser
- Lashana Lynch kao Maria Rambeau
- Gemma Chan kao Minn-Erva
- Annette Bening kao Supreme Intelligence i Mar-Vell / Dr. Wendy Lawson
- Clark Gregg kao Phil Coulson
- Jude Law kao Yon-Rogg

## Glazba
U svibnju 2018. godine Clark Gregg otkrio je da će film koristiti pjesme iz 1990-ih. U lipnju, Pinar Toprak potpisala je ugovor o pisanju soundtracka za film, čime je postala prva skladateljica koja je napisala soundtrack za film Marvel Cinematic Universea.

## Promocija
Tijekom "San Diego Comic-Con International 2017." prikazana je concept art filma. U lipnju 2018. godine Kevin Feige otkrio je Larsonov izgled kao Danvers u "CineEuropeu 2018.".  Dana 18. rujna 2018., tijekom američke televizijske emisije "Good Morning America", premijerno je prikazan prvi trailer za film, koji je u prva 24 sata na YouTubeu dobio 109 milijuna pregleda. Drugi trailer objavljen je 4. prosinca 2018.

## Distribucija
Premijera filma Kapetanica Marvel održana je 4. ožujka 2019. u Los Angelesu, i objavljen je u Hrvatskoj  7. ožujka 2019., u Sjedinjenim Državama 8. ožujka 2019., u IMAX-u i 3D. Prvotno je trebao biti objavljen 6. srpnja 2018., ali je u veljači 2015. odgođen za 2. studenoga 2018. kako bi se napravilo mjesta za objavljivanje filma Spider-Man: Povratak kući. U listopadu 2015. film je ponovno odgođen u korist objavljivanja filma Ant-Man i Wasp.
Kapetanica Marvel je prvi film koji distribuira Walt Disney Studios Motion Pictures a koji nije došao na Netflix, nakon Disneyjeve odluke da dopusti istek ugovora sa streaming platformom, kako bi ga distribuirao na svojoj streaming usluzi, Disney+, 2019. godine.

## Nastavak
U veljači 2019. godine Brie Larson izrazila je interes za uvođenje lika Kamale Khan u nastavak filma. Mjesec kasnije Kevin Feige izjavio je da ima sjajne ideje za nastavak i da može istražiti vremenski odmak između prvog filma i Osvetnici: Završnica. Lashana Lynch izrazila je interes za ponavljanje svoje uloge Marije Rambeau. Na "San Diego Comic-Con International 2019.", Feige je objavio da je nastavak filma u razvoju. U kolovozu 2020. otkriveno je da će ga režirati Nia DaCosta. Film će biti objavljen 10. studenoga 2023. u Sjedinjenim Državama, Iman Vellani također će se vratiti u ulogu lika Kamala Khana / Ms. Marvel, ponavljajući ulogu iz istoimene serije Disney+, dok će Teyonah Parris ponoviti svoju ulogu Monice Rambeau iz serije WandaVision. U svibnju 2021. objavljen je naslov filma, The Marvels. Snimanje je započelo u kolovozu 2021. u Velikoj Britaniji, a završilo u svibnju 2022.

## Vanjske poveznice
- Službena stranica
- Kapetanica Marvel u internetskoj bazi filmova IMDb-a